# Dieter Klever
Dieter Klever (* 19. Juni 1940; † 9. Juni 2008) war ein deutscher Fußballspieler. Er hat von 1963 bis 1971 bei den Vereinen SC Viktoria Köln, VfL Bochum und DJK Gütersloh insgesamt 202 Spiele in der zweitklassigen Fußball-Regionalliga West absolviert und dabei 27 Tore erzielt.

## Werdegang
Der Mittelfeldspieler und Stürmer begann seine Karriere beim TuS Grevenbroich und spielte ab 1960 für den SC Viktoria Köln in der seinerzeit erstklassigen Oberliga West. Unter Trainer Hennes Weisweiler debütierte er am 15. Januar 1961 bei einem 1:0-Heimerfolg gegen Rot-Weiß Oberhausen in der Oberliga West. Der Viktoria-Angriff war dabei in der Besetzung mit Carl-Heinz Rühl, Horst Hülß, Klever, Bernhard Schwier und Willibert Kremer angetreten. In der Saison 1962/63 nahm er mit der Viktoria am Messestädte-Pokal teil, wo die Kölner schon in der ersten Runde an Ferencváros Budapest scheiterte. Am Saisonende – in seiner dritten Oberligasaison gehörte er mit 22 Ligaeinsätzen und drei Toren erstmals der Stammbesetzung an – verpasste die Viktoria als Tabellenachter die Qualifikation für die neu geschaffene Bundesliga und spielte ab 1963/64 in der zweitklassigen Regionalliga West weiter. Für die Viktoria erzielte Klever in 34 Oberligaspielen vier Tore und in 95 Regionalligaspielen zwölf Tore. Im Debütjahr der Regionalliga West, 1963/64, belegte er mit der Viktoria hinter Alemannia Aachen, Wuppertaler SV, Fortuna Düsseldorf und dem TSV Marl-Hüls den fünften Rang; er hatte in 35 Ligaeinsätzen zwei Tore erzielt.
Im Jahre 1966 wechselte Klever zum VfL Bochum, wo sich in den späten 1960er Jahren die Elf von der Castroper Straße zu einer Spitzenmannschaft der Regionalliga West entwickelten. Erster sportlicher Höhepunkt wurde die erste Runde unter Trainer Hermann Eppenhoff, 1967/68, als der ehemalige Meisterspieler von FC Schalke 04 die Elf von Präsident Ottokar Wüst in das Finale um den DFB-Pokal führte. Klever war verletzungsbedingt aber nur beim 3:2-Heimerfolg in der ersten Hauptrunde, am 27. Januar 1968, gegen den Bundesligisten Karlsruher SC für den VfL am Ball und erzielte ein Tor. Der Angriff der Heimelf war mit Karl-Heinz Böttcher, Klever, Gustav Eversberg, Hans-Jürgen Jansen und Werner Balte gegen die Gäste aus Baden angetreten.
Die Krönung seiner sportlichen Laufbahn wurde die Saison 1969/70, in der die Bochumer Regionalligameister wurden. In der folgenden Aufstiegsrunde zur Bundesliga scheiterten die Bochumer jedoch an Kickers Offenbach. Für Bochum erzielte Klever in 97 Regionalligaspielen 15 Tore. Ab 1970 ließ er seine Karriere bei der DJK Gütersloh ausklingen und kam auf zehn weitere Regionalligaspiele, bei denen er ohne Torerfolg blieb.